# Santuario di Nostra Signora di Valverde
Il santuario di Nostra Signora di Valverde (Nostra Senyora de Vallverd in algherese, Nostra Segnora de Baluvirde in sardo) sorge nell'omonima località rurale situata a sette chilometri da Alghero, ai piedi di un costone roccioso. Da diversi secoli il tempio è legato alla storia della città sarda.

## Storia e descrizione
La storia dell'origine del santuario presenta delle oscurità, e mancano dati precisi su alcuni passaggi che sono avvenuti.
Forse in epoca medievale la zona ha visto la presenza di eremiti che hanno costruito delle chiesette, di cui si conserverebbe qualche traccia. La statuetta quattrocentesca della Madonna di Valverde, di fattura toscana, è in terracotta e rappresenta la Vergine Maria con il Bambino. L'origine del manufatto, alto circa 40 centimetri, non è chiara, né lo è la sua provenienza. Secondo una tradizione popolare, la statuetta fu nascosta sotto terra ai piedi di una colonna presso la chiesetta del Pilar, per sottrarla alla distruzione nel caso fosse caduta in mano di pirati saraceni, che ogni tanto comparivano in zona distruggendo segni e testimonianze religiose e portando via uomini come prigionieri. 
Dopo un fortunato o provvidenziale ritrovamento la statuetta della Madonna sarebbe stata posta in una chiesetta detta del Pilar.
Già nel Quattrocento è documentata l'esistenza di una chiesa nota come Santa Maria di Valverde (Vallvert).
L'attuale chiesa risale però al Seicento. Nello stesso secolo gli altari laterali della chiesa si arricchirono di pale come il Martirio di Sant'Andrea (1625) e il San Carlo Borromeo in adorazione del Crocifisso (1631), opere di Pantaleo Calvi, pittore ligure operante in Sardegna.
Nel Settecento alla chiesa si aggiungono altri dipinti come l'Incoronazione di Maria con santa Caterina da Siena, san Domenico e santa Caterina d'Alessandria.
Verso la metà del Settecento fu eretto l'imponente altare maggiore in marmo, arricchito di intarsi policromi, con colonne tortili appaiate, tra le quali, in alto una nicchia con la statua cinquecentesca della cosiddetta Madonna della Freccia e, più in basso, in una nicchia dentro un'edicola in marmo, la statuetta più antica della Madonna di Valverde.

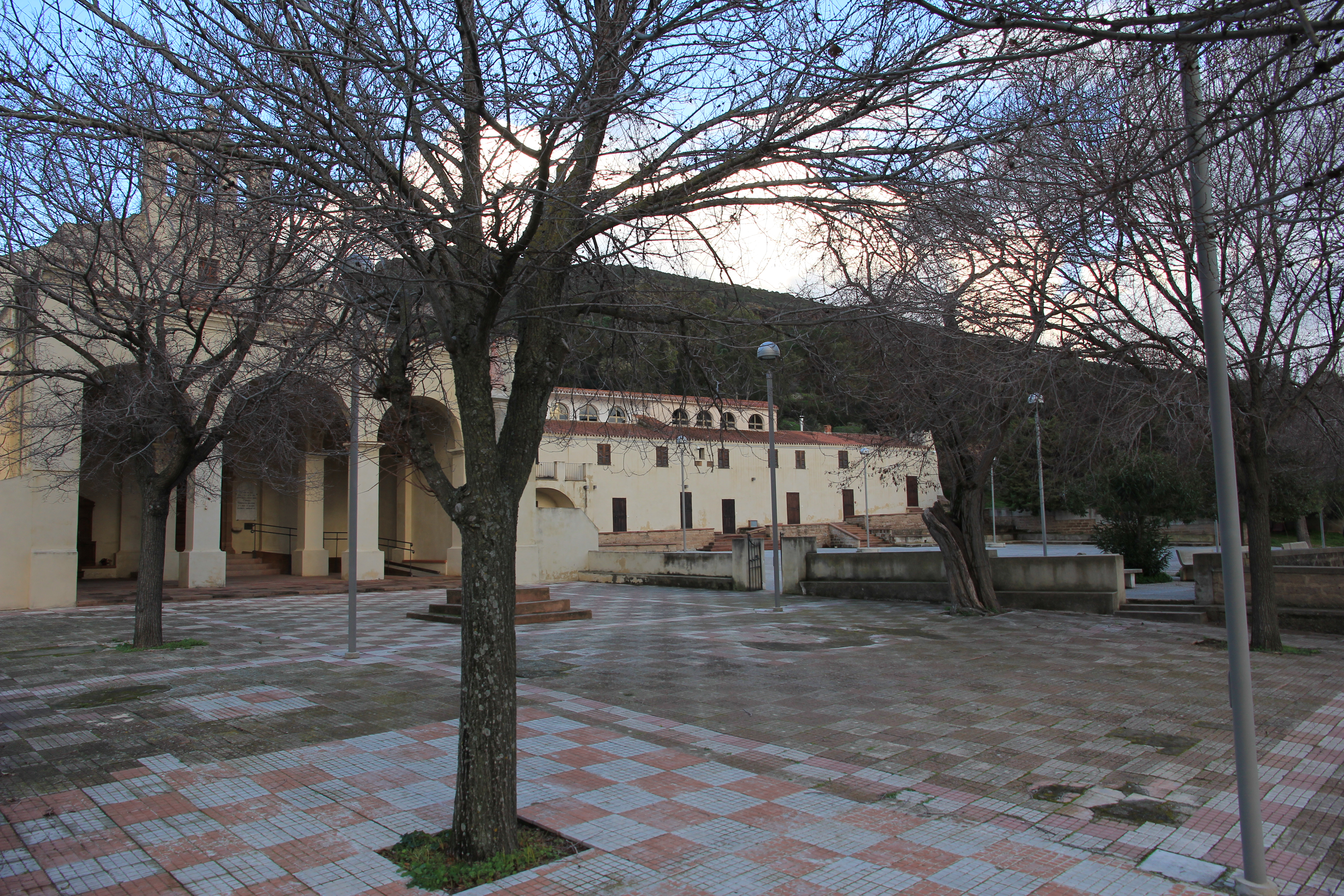

Nel'Ottocento la chiesa si arricchì di altre tele del pittore cagliaritano Antonio Caboni, tra cui una raffigurante San Giovanni Battista, san Raffaele, Tobiolo e san Giovanni Nepomuceno.
Un altro quadro di questo periodo rappresenta la Madonna del Carmelo e anime del Purgatorio; un terzo quadro raffigura San Dionigi vescovo, san Marco e sant'Antonio da Padova. 
Il santuario conserva ancora numerose tavolette ex voto, nonostante le gravi dispersioni intervenute nel XX secolo.

## Culto di Nostra Signora di Valverde
In diverse circostanze, nei secoli di storia del santuario, la statuetta della Madonna fu portata ad Alghero per la venerazione dei fedeli e poi con affollata processione riportata nel suo Santuario. La devozione alla Madonna di Valverde è molto sentita, ma si esprime in particolare nel "periodo dei pellegrinaggi", che comincia con la domenica in albis (prima domenica dopo Pasqua) fino alla prima domenica di giugno, quando si svolgono diversi pellegrinaggi, anche a piedi, da Alghero e dai paesi vicini, molto partecipati dai fedeli. Alcuni pellegrinaggi sono per gli ammalati, con grande dispiegamento di volontari, che rendono possibile un'esperienza di fede e di preghiera.